# فرودگاه چارلز ب. ویلر داونتاون
فرودگاه چارلز ب. ویلر داونتاون (به انگلیسی: Charles B. Wheeler Downtown Airport) یک فرودگاه همگانی بهره‌برداری هوایی با کد یاتا MKC است که یک باند فرود بتن دارد و طول باند آن ۲۱۳۴ متر است. این فرودگاه در شهر کانزاس‌سیتی کشور ایالات متحده آمریکا قرار دارد و در ارتفاع ۲۳۱ متری از سطح دریا واقع شده‌است.